# Nicolas Portal
Nicolas Portal (født 23. april 1979, død 3. marts 2020) var en professionel fransk landevejscykelrytter. Han cyklede for det britiske hold Team Sky i 2010-sæsonen, og blev derefter sportsdirektør. Han var bror til Sébastien Portal.